# The Muffin Man
The Muffin Man è una filastrocca tradizionale per bambini di origine inglese e un gioco derivato dalla stessa. Ha il numero 7922 di Roud Folk Song Index.

## Origine

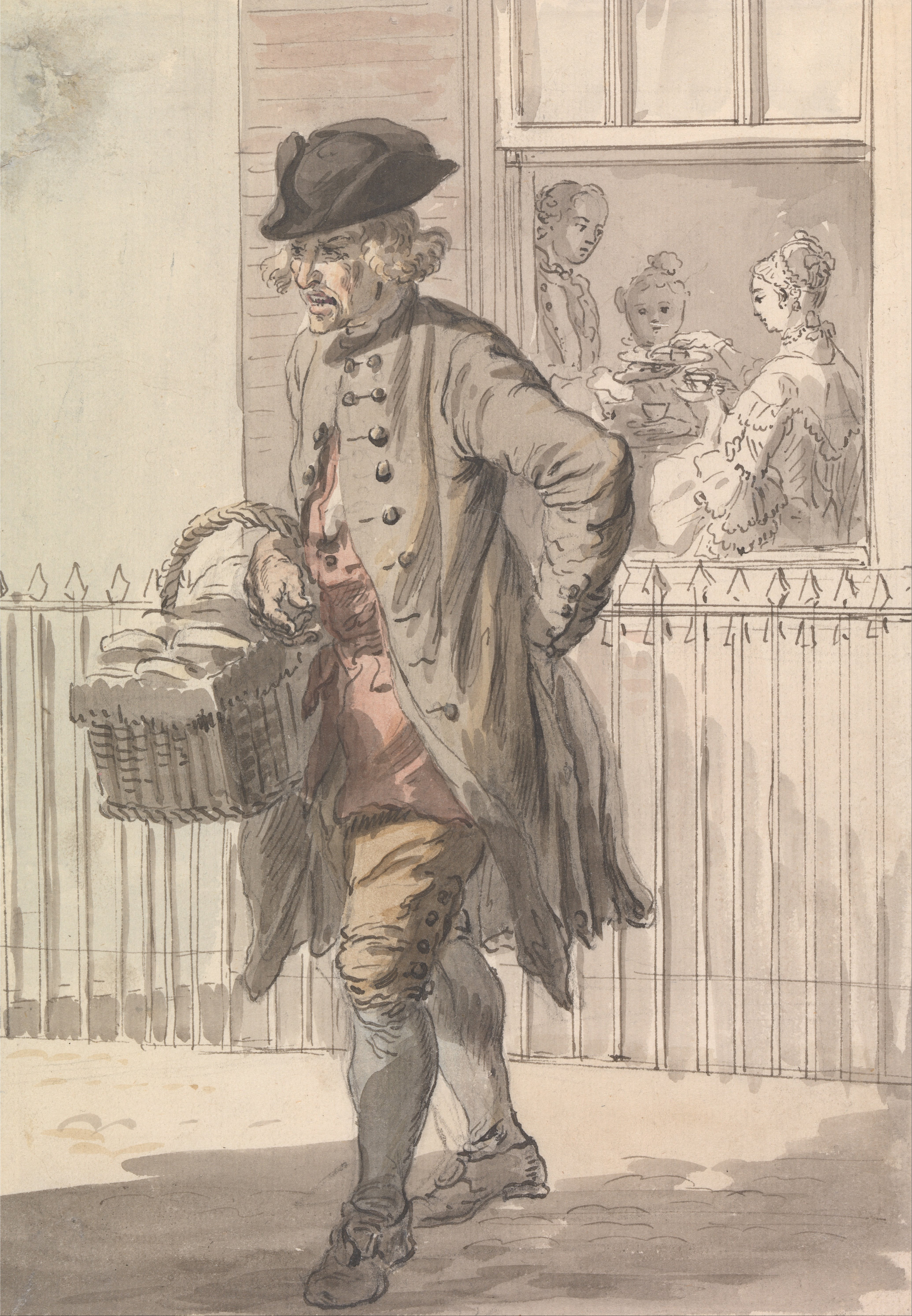
London Cries: A Muffin Man di Paul Sandby (1759 circa)

La rima è riportata per la prima volta in un manoscritto britannico intorno al 1820, conservato nella Biblioteca Bodleiana con testi molto simili a quelli usati oggi:
Do you know the muffin man?
The muffin man, the muffin man.
Do you know the muffin man
Who lives in Drury Lane?
Le famiglie agiate vittoriane si facevano consegnare molti dei loro cibi freschi, come i muffin, porta a porta da un venditore chiamato popolarmente "muffin man". Il muffin in questione era il pane noto come muffin inglese, non la varietà di muffin dolce nota in tempi moderni. Drury Lane è un'arteria stradale al confine con Covent Garden a Londra.
La filastrocca e il gioco si sono diffusi in altri paesi a metà del diciannovesimo secolo, in particolare negli Stati Uniti e nei Paesi Bassi. Come per molte canzoni tradizionali, esistono variazioni regionali nella formulazione; per esempio, un'altra popolare versione inglese sostituisce "Dorset Lane" a Drury Lane, mentre nella versione olandese (intitolata Zeg ken jij de mosselman), le cozze vengono sostituite ai muffin, e Scheveningen, il porto dei pescatori vicino all'Aia, a Drury Lane.
Una leggenda metropolitana afferma che un fornaio locale di nome Frederick Thomas Lynwood, che viveva in Drury Lane a Londra, attirava i bambini in un vicolo buio per ucciderli legando prodotti da forno, come i muffin, ad una corda. La filastrocca sarebbe stato quindi un avvertimento per i bambini di non avvicinarsi a Drury Lane e al fornaio omicida. In realtà non ci sono documenti storici che attestino omicidi commessi da un uomo con quel nome, o che addirittura esistesse un tale fornaio.

## Gioco
Alla filastrocca è legato anche un gioco. Iona e Peter Opie hanno osservato che, sebbene la rima sia rimasta abbastanza coerente, il gioco ad essa associato è cambiato almeno tre volte, tra cui: come gioco a forfait, gioco d'ipotesi e anello danzante.
In The Young Lady's Book (1888), Matilda Anne Mackarness descrisse il gioco come segue:
Il primo giocatore si rivolge a quello che gli sta accanto e al suono di una cantilena esclama:
"Conosci l'uomo dei muffin? L'uomo dei muffin, l'uomo dei muffin?
Conosci l'uomo dei muffin che vive a Drury Lane?"
La persona a cui si rivolge risponde sulla stessa melodia:
"Sì, conosco l'uomo dei muffin. L'uomo dei muffin, l'uomo dei muffin.
Oh, sì, conosco l'uomo dei muffin, che vive a Drury Lane".
A questo punto entrambi esclamano:
"Allora due di noi conoscono l'uomo dei muffin, l'uomo dei muffin".
Il n. 2 si rivolge poi al n. 3, ripetendo le stesse parole, il quale risponde allo stesso modo, dicendo: "Tre di noi conoscono l'uomo dei muffin". Il numero 3 poi passa al numero 4, e così via, ripetendo la stessa domanda e risposta, il coro variava solo con l'aggiunta di un numero in più ogni volta.